# Ephiméris
L’Ephiméris était un journal grec qui parut à partir de 1790 à Vienne en Autriche.

## Historique
Le 31 décembre 1790 paraît à Vienne, le premier journal grec, l’Ephiméris, publié par les deux frères typographes Poulios et Georgios Markidis-Pouliou, originaires de Siatista en Macédoine et financé par les Grecs de la diaspora résidant dans la capitale autrichienne.
Dans les premières années, le journal s'abstint de publier des textes trop politiques pour éviter tout problème avec la censure autrichienne. Il publiait cependant des articles « historiques » évoquant les hauts faits de l'histoire antique grecque. Sous prétexte d'actualité, il évoquait les principaux événements de la révolution française : manifestations populaires, exécutions, débats de l'Assemblée Nationale, Déclaration des Droits de l'Homme. Plus tard, les victoires de Bonaparte en Italie devinrent le nouveau prétexte aux leçons républicaines.
Le journal circulait à Vienne et dans toutes les communautés grecques de la diaspora, mais aussi dans les régions grecques sous domination ottomane et dans les provinces danubiennes de Moldavie et Valachie, gouvernées alors par des Phanariotes et où vivait une forte minorité grecque. La Sublime Porte finit par s'en alarmer et demanda au gouvernement autrichien la suppression du journal. Mais Poulios disposait de protections politiques à Vienne et l'Empire ottoman ne put obtenir qu'une censure plus stricte contre la gazette.
En 1797, Poulios s'engagea auprès de Rigas dont il imprima sur ses presses une partie des textes politiques. Après l'arrestation de Rigas, le rôle de l’Ephiméris fut révélé comme organe officieux de la conspiration et la Porte réitéra sa demande d'interdiction.
Lorsque Rigas fut arrêté en décembre 1797, l'arrestation de son éditeur suivit rapidement et le journal fut interdit à partir de janvier 1798.

## Source
- A. Dascalakis, Rhigas Vélestinlis : La Révolution française et les préludes de l'Indépendance hellénique., Paris, 1937, p. 63-66 et 167-168.